# Provincia Litoral de Atacama
La Provincia Litoral de Atacama o Provincia de Atacama fue una provincia autónoma de la República de Bolivia que existió entre 1829 hasta 1839; tenía como capital a la ciudad portuaria de La Mar, en honor al mariscal José de La Mar, vencedor en Ayacucho.
En 1836, como parte del Estado Boliviano, estuvo bajo administración especial de la Confederación Perú-Boliviana, puesto que el acceso a este territorio era más fácil a través de un puerto peruano que por vía terrestre a través del territorio boliviano.

## Historia
El 1 de julio de 1829, el presidente boliviano Andrés de Santa Cruz, mediante decreto, creó esta nueva entidad subnacional, elevando el rango de la provincia de Atacama — hasta ese entonces una provincia del Departamento de Potosí — en una provincia independiente con un gobernador que respondía directamente al presidente, alcanzando así una jerarquía superior a una provincia común, pero inferior a un departamento, contando también con un senador como representante ante el Senado de Bolivia.

El Desierto del Atacama y la Puna en 1830.

En 1836, Santa Cruz ordena la construcción de obras de almacenaje portuario en La Mar, denominado como Puerto de Cobija:

este último constituía el único puerto de esa República.
Andrés de Santa Cruz

## División administrativa
Esta provincia estaba dividida en cuatro cantones:
- Susques
- Rosario
- Antofagasta
- Conchi